# Lixus
Lixus ásatási területe és romjai Marokkó északi részén található, Tangertől délre, Larache városa mellett.
Az egykori települést a föniciaiak alapították. Ennek legkorábbi idejét az archeológusok a Kr. e. 1100 körüli időre teszik, legkésőbbi idejét a Kr. e. 8. századra. Később Karthago befolyása alá került. A Kr. e. 7. században épült ki a felsőváros.
Lixust a rómaiak  40-43-ban foglalták el és az 5. századig lakták, mint a birodalom nyugati részének legnagyobb városát. Félköríves színháza ma is látható 3,6 méter mély arénájával.
Az ásatások során feltárták az akropoliszt, a színházat, de több mozaikpadló is előkerült, amiket a tetuáni múzeumban őriznek. A thermákban találtak egy gyönyörű, 60 m²-es, nagy mozaikpadlót, ami a szigorú tekintetű, de fenséges Neptun-arcot ábrázolja tengeri állatok körében.
A monda szerint itt kellett Herkulesnek megvívnia a Hesperidákkal az aranyalmáért. Tizenkét feladata közül ez volt a 11.

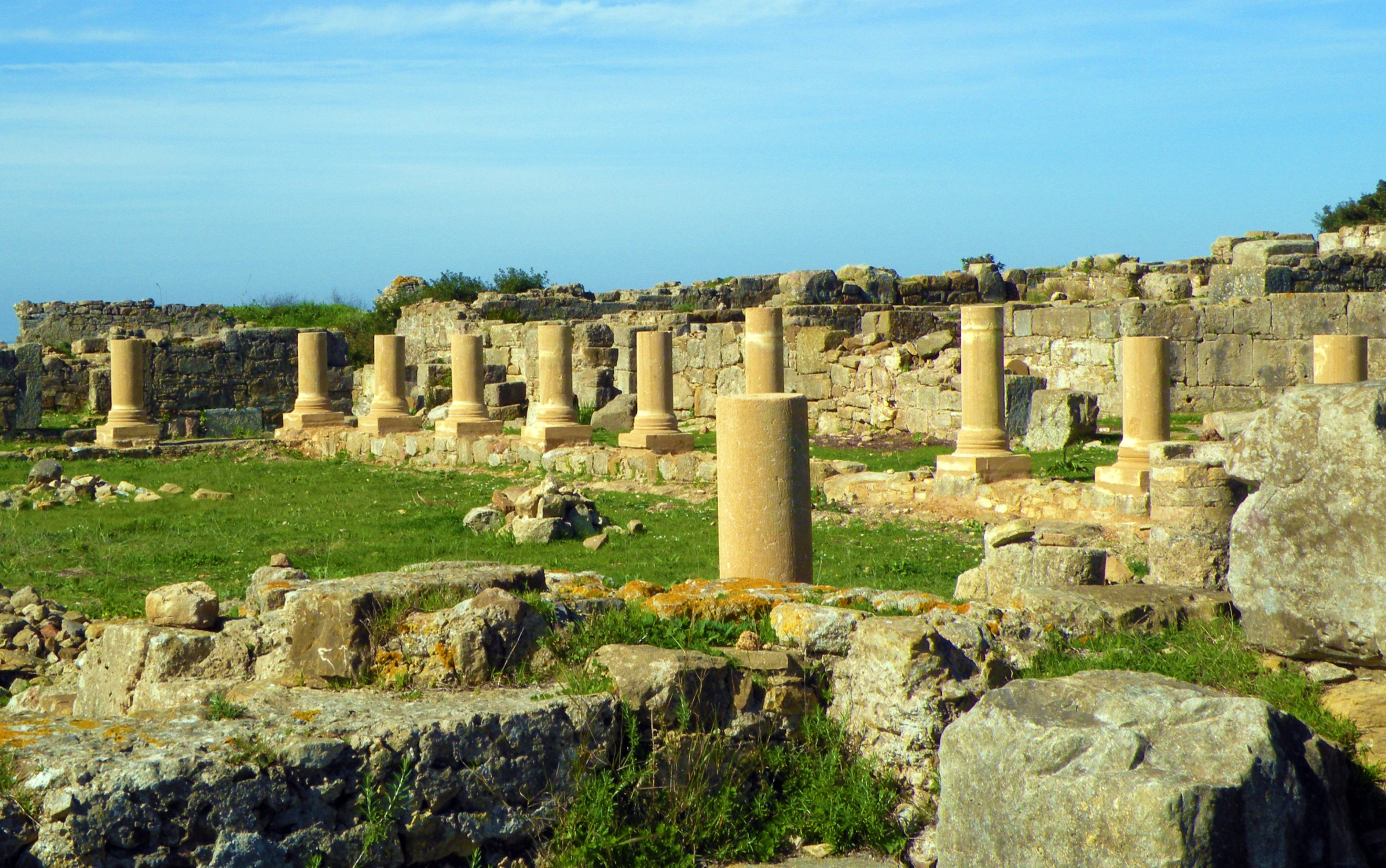
Lixus romjai